# 金沢市立新神田小学校
金沢市立新神田小学校（かなざわしりつ しんかんだしょうがっこう、英語: Kanazawa Municipal Shinkanda Elementary School）は、石川県金沢市新神田に所在する公立小学校。金沢市立高岡中学校の直ぐ隣りにある。

## 沿革

### 略歴
金沢市立新神田小学校は、1981年、金沢市立米丸小学校から分離して開校した。

### 年表
《主要な出典：》
- 1979年（昭和54年）8月24日 - 当校の起工式を行う。
- 1981年（昭和56年）
  - 4月1日 - 金沢市立新神田小学校開校。
  - 4月3日 - 開校式挙行。
  - 7月25日 - 新神田小学校落成式を挙行。用地費を含む総事業費は16億4000万円[5]。
- 1985年（昭和60年） - 全国保健体育優良校に指定される。
- 1996年（平成08年） - 玄関前記念碑設置。
- 2000年（平成12年） - 同年度に創立20周年記念式典挙行。
- 2001年（平成13年） - 学習評価モデル校に指定される。
- 2010年（平成22年） - 同年度に創立30周年記念式典挙行。
- 2012年（平成24年） - 連携型健康教育推進校に指定される。
- 2013年（平成25年） - ユネスコスクール加盟。
- 2014年（平成26年）4月1日 - 3学期制に移行[6]。

## 通学区域
本江町、新神田1丁目、新神田2丁目、新神田3丁目、新神田4丁目、新神田5丁目、糸田1丁目、糸田2丁目、糸田新町、入江1丁目、入江2丁目、玉鉾町（イの部に限る。）、玉鉾1丁目、大豆田本町（ロ、ハの部に限る。）、神田町、糸田町

## 進学先中学校
金沢市立高岡中学校